# Rockport (Washington)
Rockport az Amerikai Egyesült Államok északnyugati részén, Washington állam Skagit megyéjében elhelyezkedő település.
Rockport önkormányzattal nem rendelkező, úgynevezett statisztikai település; a Népszámlálási Hivatal nyilvántartásában szerepel, de közigazgatási feladatait Skagit megye látja el. A 2010. évi népszámlálási adatok alapján 109 lakosa van.

## Éghajlat
A település éghajlata óceáni (a Köppen-skála szerint Cfb).

## Népesség
A település népességének változása:
| Lakosok száma | 102  | 109  | 90   |
|               | 2000 | 2010 | 2020 |